# Осташево (Волоколамський район)
Осташево  (рос. Осташёво) - село, підпорядковане місту Волоколамську Московської області Російської Федерації.
Муніципальне утворення — Волоколамський міський округ. У 2006-2019 роках органом місцевого самоврядування було сільське поселення Осташевське. Населення становить 2743 особи (2013).

## Історія
З 14 січня 1929 року входить до складу новоутвореної Московської області. Раніше належало до Волоколамського повіту Московської губернії. Належало до Волоколамського району до його ліквідації 9 червня 2019 року.
Сучасне адміністративне підпорядкування з 2019 року.

## Населення
| 1852 | 1859 | 1926 | 1939  | 2002  | 2006  | 2010  |
| ---- | ---- | ---- | ----- | ----- | ----- | ----- |
| 251  | ↗270 | ↘227 | ↗1136 | ↗2539 | ↗2776 | ↘2743 |